# 仲田 (名古屋市)
仲田（なかた）は、愛知県名古屋市千種区にある町名。現行行政地名は仲田一丁目及び仲田二丁目。住居表示実施済み。

## 地理
名古屋市千種区の西部に位置し、南東に春岡、東に池下と高見と若水、南西に今池、西に内山、北西に神田町と接する。

## 歴史

### 町名の由来
江戸時代に存在した古井村の字に由来するという。仲は中の意であり、「かみ」と「しも」の中間にある田であることによるとされる。

### 沿革
- 1980年（昭和55年）11月23日 - 千種区高見町・千種町・仲田本通・若竹町の各一部により同区仲田一丁目が、覚王山通・高見町・千種町・仲田本通・若竹町の各一部により同区仲田二丁目がそれぞれ成立する[2]。

## 世帯数と人口
2019年（平成31年）1月1日現在の世帯数と人口は以下の通りである。
| 丁目       | 世帯数  | 人口    |
| ---------- | ------- | ------- |
| 仲田一丁目 | 374世帯 | 676人   |
| 仲田二丁目 | 587世帯 | 911人   |
| 計         | 961世帯 | 1,587人 |

### 人口の変遷
国勢調査による人口の推移
| 1995年（平成7年）  | 1,493人 | [ WEB 6 ]  |  |
| 2000年（平成12年） | 1,450人 | [ WEB 7 ]  |  |
| 2005年（平成17年） | 1,479人 | [ WEB 8 ]  |  |
| 2010年（平成22年） | 1,578人 | [ WEB 9 ]  |  |
| 2015年（平成27年） | 1,564人 | [ WEB 10 ] |  |

## 学区
市立小・中学校に通う場合、学校等は以下の通りとなる。また、公立高等学校に通う場合の学区は以下の通りとなる。
| 丁目       | 番・番地等 | 小学校               | 中学校               | 高等学校 |
| ---------- | ---------- | -------------------- | -------------------- | -------- |
| 仲田一丁目 | 全域       | 名古屋市立高見小学校 | 名古屋市立若水中学校 | 尾張学区 |
| 仲田二丁目 | 全域       | 名古屋市立高見小学校 | 名古屋市立若水中学校 | 尾張学区 |

## 施設
- 高見寺

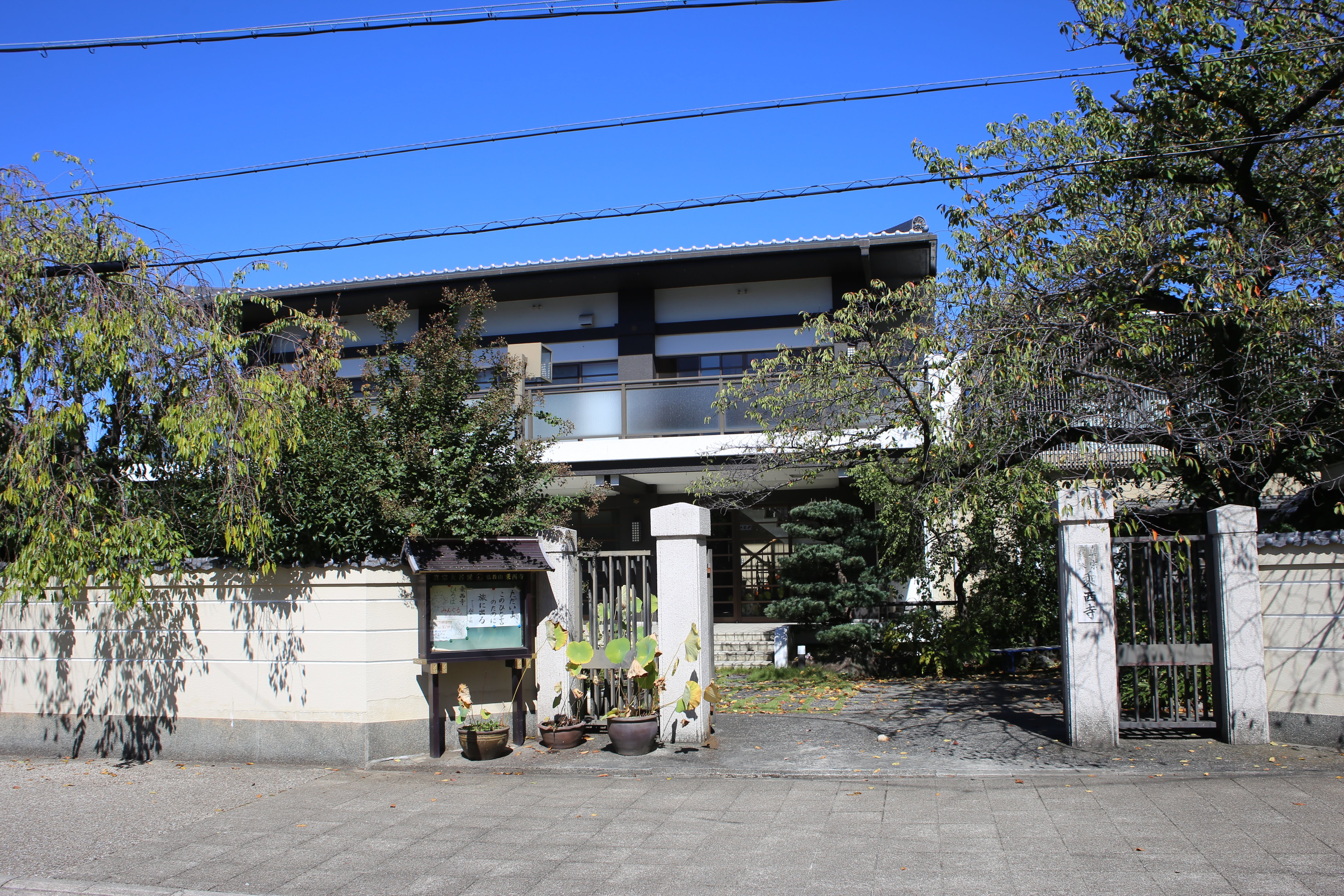
乗西寺
- 仲田公園
- エクラ美容専門学校
- ドラッグスギヤマ 仲田店

- 乗西寺

## その他

### 日本郵便
- 郵便番号 : 464-0074[WEB 3]（集配局：千種郵便局[WEB 13]）。

### WEB
1. ↑  “愛知県名古屋市千種区の町丁・字一覧”.   人口統計ラボ. 2016年1月29日閲覧。
2. 1 2  “町・丁目(大字)別、年齢(10歳階級)別公簿人口(全市・区別)”.   名古屋市 (2019年1月23日). 2019年1月23日閲覧。
3. 1 2  “郵便番号”.  日本郵便. 2019年1月6日閲覧。
4. ↑  “市外局番の一覧”.   総務省. 2019年1月6日閲覧。
5. ↑  “千種区の町名一覧”.   名古屋市 (2015年10月21日). 2019年1月12日閲覧。
6. ↑  総務省統計局 (2014年3月28日). “平成7年国勢調査の調査結果(e-Stat) - 男女別人口及び世帯数 －町丁・字等” (CSV). 2019年4月27日閲覧。
7. ↑  総務省統計局 (2014年5月30日). “平成12年国勢調査の調査結果(e-Stat) - 男女別人口及び世帯数 －町丁・字等” (CSV). 2019年4月27日閲覧。
8. ↑  総務省統計局 (2014年6月27日). “平成17年国勢調査の調査結果(e-Stat) - 男女別人口及び世帯数 －町丁・字等” (CSV). 2019年4月27日閲覧。
9. ↑  総務省統計局 (2012年1月20日). “平成22年国勢調査の調査結果(e-Stat) - 男女別人口及び世帯数 －町丁・字等” (CSV). 2019年4月27日閲覧。
10. ↑  総務省統計局 (2017年1月27日). “平成27年国勢調査の調査結果(e-Stat) - 男女別人口及び世帯数 －町丁・字等” (CSV). 2019年4月27日閲覧。
11. ↑  “市立小・中学校の通学区域一覧”.   名古屋市 (2018年11月10日). 2019年1月14日閲覧。
12. ↑  “平成29年度以降の愛知県公立高等学校（全日制課程）入学者選抜における通学区域並びに群及びグループ分け案について”.   愛知県教育委員会 (2015年2月16日). 2019年1月14日閲覧。
13. ↑  郵便番号簿 平成29年度版 - 日本郵便. 2019年01月06日閲覧 (PDF)

### 書籍
1. 1 2  名古屋市計画局 1992, p. 113.
2. ↑  名古屋市計画局 1992, p. 726.